# 투구 이닝
야구에서 투구 이닝(innings pitched, IP) 또는 투구 횟수(投球 回數)는 투수가 투구한 이닝의 수를 의미하며, 타자 또는 주자로부터 잡아낸 아웃카운트의 수로 측정된다. 세 번의 아웃은 곧 한 이닝과 같으며, 원 아웃은 1⁄3 또는 0.1이닝, 투 아웃은 2⁄3 또는 0.2이닝이다.